# Anoplotoma subnigricans
Anoplotoma subnigricans är en skalbaggsart som först beskrevs av Gilmour 1965.  Anoplotoma subnigricans ingår i släktet Anoplotoma och familjen långhorningar.
Artens utbredningsområde är Madagaskar. Inga underarter finns listade i Catalogue of Life.